# トゥーレーヌ

トゥーレーヌの旗

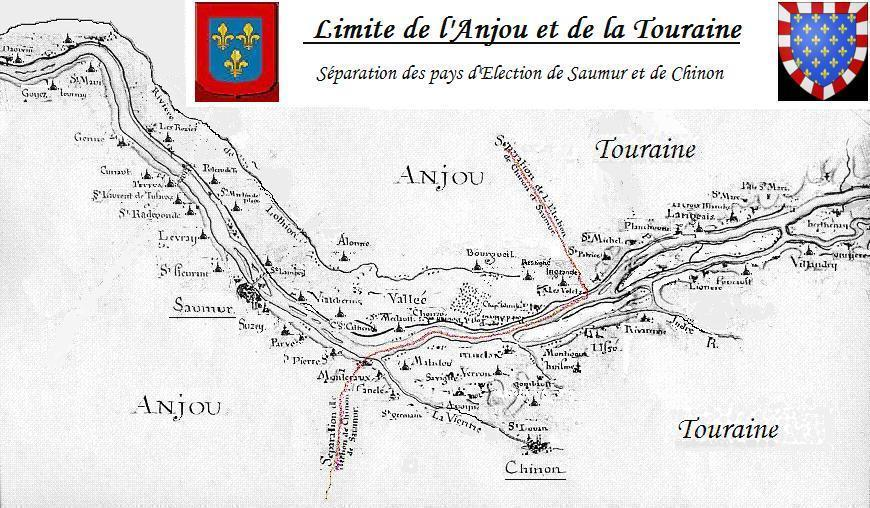
アンジューとトゥーレーヌの古地図

トゥーレーヌ （Touraine）は、フランスのかつての州。州都はトゥール。1790年に再編され、アンドル＝エ＝ロワール県、ロワール＝エ＝シェール県、アンドル県とに分割された。これら3州は現在サントル＝ヴァル・ド・ロワール地域圏に属する。

## 地理
ロワール川が州内を横切り、シェール川、アンドル川、ヴィエンヌ川が合流する。トゥーレーヌはパリ盆地の一部となっている。ブドウ栽培で名高い。トゥール＝パリ間を走るTGVが１時間程度で到着することから、トゥーレーヌ住民は首都へ仕事に行くが別の人生の価値を追求している。

## 歴史
トゥーレーヌという名前は、トゥロネスと呼ばれていたケルト人の一部族にちなむ。
1044年、トゥーレーヌの支配権は1154年にイングランド王家となるアンジュー家に与えられた。アンジュー家はシノン城を要塞として建てた。1205年、フィリップ2世が再びトゥーレーヌを獲得した。以後、トゥーレーヌは王家に従属する公領となる。1249年、シノン城がジャンヌ・ダルクとシャルル王太子（のちのシャルル7世となる）の面会の場となった。14世紀終わりから15世紀まで、トゥーレーヌは歴代フランス王の好む地であった。トゥーレーヌは『フランスの庭園』と謳われ、中世後期からルネサンス期にはフランス王たちの隠れ家であった。薄暗く陰鬱な城は、美しいルネサンス様式のシャトーへ生まれ変わった。現在、これらの城は非常に人気のある観光地である。公領は1584年に州となり、1790年には県に分割された。

## 見どころ
- アンボワーズ城
- アゼ＝ル＝リドー城
- ショーモン城
- シュノンソー城
- シノン城
- ランジェ城
- ロシュ城
- ヴィランドリ城
- ブロワ城
- ユッセ城
- カンデ城（fr）　-　1937年、ここでウィンザー公エドワードとウォリス・シンプソンが結婚式を挙げた

## 著名な出身者及び関係者
- アーチボルド・ダグラス (第4代ダグラス伯)（en） - 百年戦争中、シャルル7世側について戦い、トゥーレーヌ公位を授けられた
- ルネ・デカルト
- フランソワ・ラブレー
- アルフレッド・ド・ヴィニー
- オノレ・ド・バルザック - 居住
- フランシス・プーランク - 居住
- ジェラール・スゼー